# La Vie en rose
La vie en rose (A Vida em Cor-de-Rosa) é uma canção francesa, que se tornou conhecida mundialmente na voz de Édith Piaf, considerada por muitos a maior cantora francesa de todos os tempos. La vie en rose virou a canção-assinatura de Piaf após ter sido lançada em 1946 e fazer um estrondoso sucesso em todo o mundo. A letra foi escrita por Piaf em 1945 e a melodia por seu parceiro Louis Guglielmi. A sua versão single em discos, lançada em 1947, já vendeu milhões de cópias por todo o mundo, sendo sempre relançada em diversos discos da artista, como a favorita do público de Piaf.

## Na cultura popular
Hoje tornada clássica, La vie en rose já foi gravada por dezenas de cantores, inclusive uma versão fado em 1960, pela cantora portuguesa Amália Rodrigues, pop em 1977, na voz da cantora e atriz jamaicana Grace Jones, e depois usado na trilha sonora do filme Prêt-à-Porter, de 1994. Aparece também no filme O Senhor das Armas em 2005, com Nicolas Cage no elenco. Mais de 50 anos depois de sua criação, foi uma das mais tocadas em boates e rádios FM pelo mundo afora. Em 1998, a canção deu título ao documentário feito sobre a vida de Édith Piaf e entrou para o Hall da Fama do Prêmio Grammy. Em novembro de 2003, foi gravada pela cantora Cyndi Lauper, em seu álbum de regravações clássicas At Last. No Filme Wall-E, 2008, é interpretada na voz de Louis Armstrong com a versão da música em inglês, que tinha sido escrita em 1950 por ele. Na série How I Met Your Mother, a personagem Tracy McConnell canta a versão realizada por Louis Armstrong. No Filme A Star Is Born (2018), a personagem Ally interpretada por Lady Gaga canta a canção num bar de drag queens no momento em que o seu personagem conhece o seu par romântico.